# C. Cameron Macauley

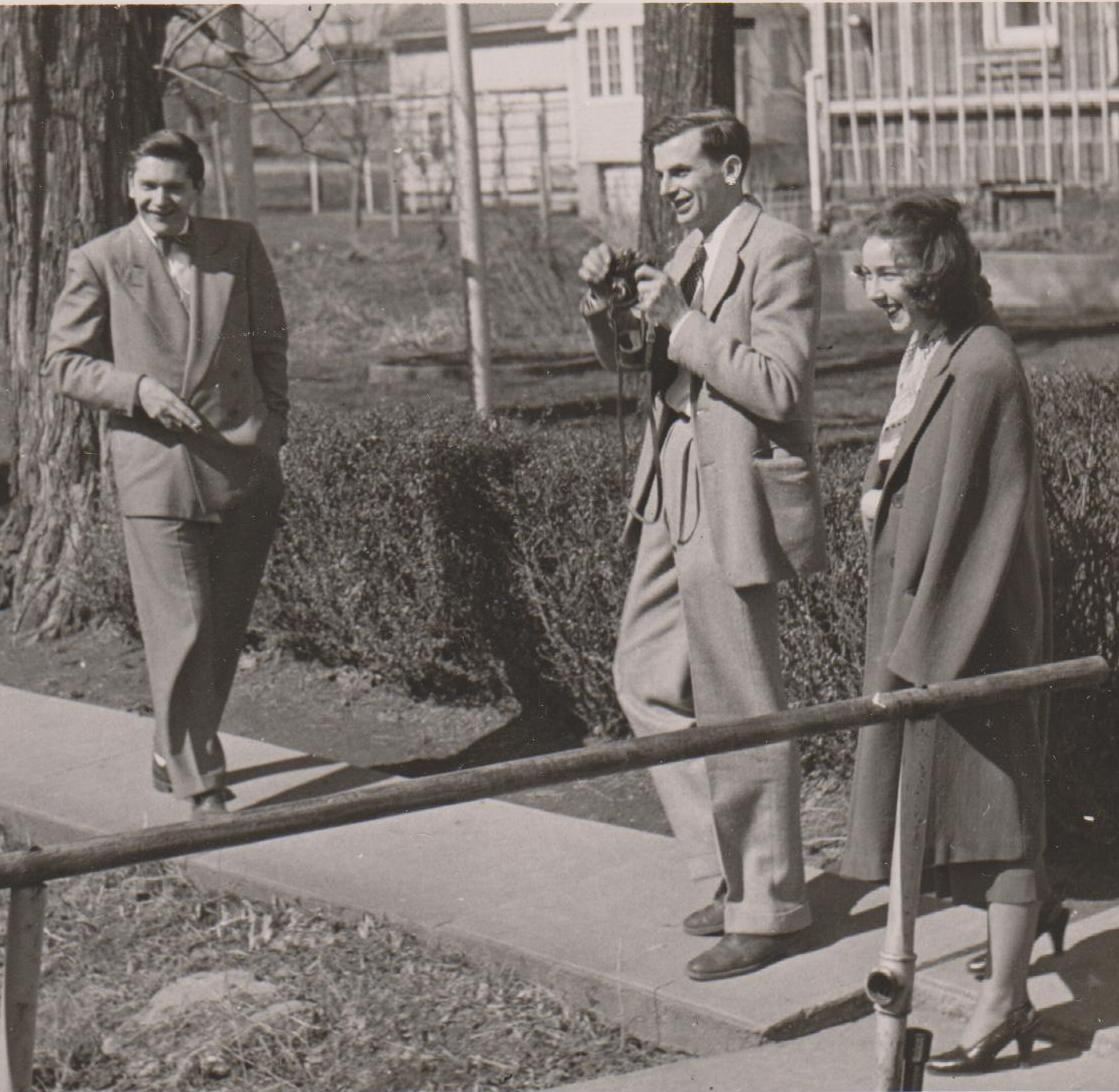
La escritora Flannery O'Connor junto a Arthur Koestler (izquierda) y Robie Macauley (hermano del fotógrafo) en la Universidad de Iowa (1947). Foto de C. Cameron Macauley.

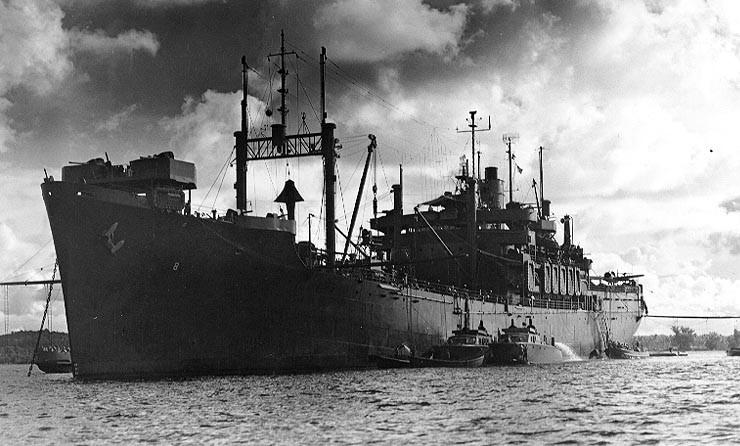
El buque USS Tangier AV-8 (julio de 1944), convertido en portahidroaviones durante la Segunda Guerra Mundial, en el que sirvió Macauley al final de la contienda.

Charles Cameron Macauley (Grand Rapids, Míchigan, 20 de octubre de 1923 - El Cerrito, California, 17 de mayo de 2007) fue un fotógrafo y documentalista estadounidense, conocido tanto por sus fotografías como por su colaboración en películas sobre primatología o etnografía.

## Infancia y juventud
Era el hermano menor del editor y novelista Robie Macauley. Ambos, desde niños, mostraron interés por la fotografía. A los diez años, Macauley tuvo su primera cámara Norton, un prototipo del popular modelo Univex Model A, la primera cámara barata al alcance de las masas. Macauey también experimentó con otras cámaras, como la Kodak Bantam, la Foth Derby, la Rolleicord I, la  Argus, la National Graflex o la Miniature Speed Graphic, que tenía efecto flou gracias a las lentes Verito.
En los últimos años de la década de 1930, Macauley comenzó su carrera como fotógrafo profesional, usando una cámara 4x5 Speed Graphic. Fue contratado como fotógrafo y fotograbador por el Ottawa Times, publicación del Condado de Ottawa (Míchigan).
En 1942 Macauley ingresó en el College Kenyon de Gambier, Ohio. En diciembre de ese año viajó en autostop a Nueva York para conocer a Alfred Stieglitz, quien no quiso comentar el trabajo fotográfico de Macauley, pero le permitió fotografiarle reclinado en un sofá.

### Segunda Guerra Mundial
Macauley se alistó en la Armada en 1943. Realizó un curso de cuatro meses en la Escuela Fotográfica Naval de la NAS, en Pensacola, Florida, y otro de fotolitografía en el Laboratorio Científico Fotográfico Naval de Anacostia, Washington D. C.. Fue asignado a un escuadrón fotográfico con el que hizo mapas de las costas del hemisferio occidental, incluidas las de Groenlandia. Durante la guerra, Macauley realizó cursos de fotogrametría, cartografía operativa e hidrografía. Más tarde sirvió como marino en el buque portahidroaviones USS Tangier (AV-8), en el Mar de la China Meridional.

### Finalización de sus estudios
Macauley regresó al College Kenyon en 1946. En el verano de 1947, aun como estudiante, fue acreditado como corresponsal extranjero y viajó por Centroamérica, donde fotografió la Guerra Civil de Costa Rica (1948). De vuelta a Estados Unidos, se graduó en el College Kenyon en 1949, con el título de Bachelor of Arts en Inglés. Continuó su formación con el fotógrafo Minor White en la Escuela de Bellas Artes de California (actualmente, Instituto de Arte de San Francisco). Trabajó en la Universidad de Wisconsin entre 1952 y 1957 y completó en esta universidad su maestría en Bellas Artes (MFA), en la especialidad de Fotografía Creativa (1958). Durante este periodo, trabajó con Dorothea Lange, Ansel Adams, Man Ray, Imogen Cunningham, Lisette Model, Edward Weston y  Edward Steichen.

## Carrera profesional
En la década de 1940 realizó numerosos retratos. Entre otras personalidades, fotografió a Anthony Hecht, Arthur Koestler, Robert Lowell, Flannery O'Connor, Mamaine Paget, John Crowe Ransom, Peter Taylor, Eleanor Ross Taylor y, en la década siguiente, a Jack Benny, Aldous Huxley, Frank Lloyd Wright, Count Basie, Buster Keaton o John Houseman. En la década de 1950 realizó una serie de fotografías en blanco y negro sobre la vida cotidiana en la ciudad de San Francisco. 
Macauley se interesó por las películas sobre antropología, primatología, arquitectura y etnografía. Entre 1956 y 1964 colaboró con William Heick en el Proyecto Cinematográfico Indoamericano (American Indian Film Project), que pretendía documentar la cultura de los pueblos indígenas norteamericanos a través de grabaciones sonoras y cinematográficas. Macauley trabajó estrechamente con Alfred Kroeber y Samuel Barrett en la escritura de los guiones, la filmación y grabación sonora y editó muchas de las ciento cinco películas que resultaron de este proyecto, para el que usó una película Ektachrome de 16mm, de color.
Posteriormente, produjo varias películas sobre el comportamiento de los primates con los primatólogos George B. Schaller, Sherwood Washburn e Irven DeVore.
Durante este periodo, Macauley enseñó fotografía en la Universidad de California, tanto en Berkeley como en San Francisco y llegó a desempeñar cargos de gestión en el conjunto de campus de toda la universidad.
En 1983 dejó el mundo académico para fundar una empresa de evaluación de medios de comunicación, a la que llamó Media Appraisal Consultants. Entre otros encargos importantes, en 1996 valoró para la Biblioteca Presidencial de John F. Kennedy de Boston una serie de documentales en los que había participado Ernest Hemingway y en 1997 el Departamento de Justicia de los Estados Unidos le solicitó asesoría sobre una la llamada película de Zapruder, una grabación casera del asesinato de John F. Kennedy.